# Classe South Dakota (1939)
A Classe South Dakota foi uma classe de couraçados operada pela Marinha dos Estados Unidos, composta pelo USS South Dakota, USS Indiana, USS Massachusetts e USS Alabama. Suas construções começaram entre 1939 e 1940, sendo lançados ao mar em 1941 e 1942 e comissionados na frota em 1942. O projeto da Classe South Dakota foi ditado pela necessidade imposta pelo Congresso dos Estados Unidos dos navios possuírem o mesmo poderio de fogo e velocidade da predecessora Classe North Carolina, porém com maior blindagem em um casco menor que se mantivesse próximo do limite de 36 mil toneladas de deslocamento do Segundo Tratado Naval de Londres.
Os quatro couraçados da Classe South Dakota eram armados com uma bateria principal composta por nove canhões de 406 milímetros montados em três torres de artilharia triplas. Tinham um comprimento de fora a fora de 207 metros, boca de 33 metros, calado de dez metros e um deslocamento carregado de mais de 45 mil toneladas. Seus sistemas de propulsão eram compostos por oito caldeiras a óleo combustível que alimentavam quatro conjuntos de turbinas a vapor, que por sua vez giravam quatro hélices até uma velocidade máxima de 27 nós (cinquenta quilômetros por hora). Os navios também tinham um cinturão principal de blindagem com 310 milímetros de espessura.
Eles entraram em serviço no meio da Segunda Guerra Mundial, com o South Dakota e o Indiana participando da Campanha de Guadalcanal, enquanto o Massachusetts deu apoio à invasão do Norte da África e o Alabama reforçou a Frota Doméstica britânica. Estes dois últimos foram transferidos para a Guerra do Pacífico em 1943 e os quatro atuaram na escola de porta-aviões nas campanhas das Ilhas Gilbert e Marshall, Ilhas Marianas e Palau, Filipinas e Ilhas Vulcano e Ryūkyū. Todos foram descomissionados em 1947 e mantidos na reserva até a década de 1960, com o South Dakota e Indiana sendo desmontados e o Massachusetts e Alabama preservados como navios-museu.

## Antecedentes
Os dois couraçados da Classe North Carolina tinham sido designados para o programa de construção do ano fiscal de 1937, com o Conselho Geral da Marinha dos Estados Unidos se reunindo em 1936 a fim de discutir os dois couraçados do ano fiscal de 1938. O Conselho Geral defendeu mais duas unidades da Classe North Carolina, mas o almirante William H. Standley, o Chefe de Operações Navais, queria navios de um novo projeto. Isto significou que as construções não poderiam começar em 1938, assim foram designadas para o ano fiscal de 1939. Os trabalhos de projeto começaram em março de 1937 e o rascunho para dois couraçados foi formalmente aprovado em 23 de junho por Claude A. Swanson, o Secretário da Marinha. Características mais especificas foram definidas e aprovadas em 4 de janeiro de 1938, sendo formalmente encomendadas em 4 de abril.
O Congresso dos Estados Unidos autorizou mais dois couraçados do novo projeto, para um total de quatro, sob a Autorização de Deficiência de 25 de junho de 1938. Isto foi feito devido à deterioração da situação internacional na Europa e Ásia. A chamada "Cláusula do Escalonamento" do Segundo Tratado Naval de Londres tinha sido acionada para que a marinha pudesse iniciar os trabalhos na sucessora Classe Iowa, mas nesse momento o Congresso estava disposto a aprovar apenas couraçados dentro dos limites prévios de 36 mil toneladas de deslocamento padrão. Várias deficiências da Classe North Carolina também seriam corrigidas, incluindo proteção subaquática insuficiente e turbinas a vapor mais modernas. Além disso, como a Classe North Carolina não tinha espaço suficiente para atuarem como capitânias, o primeiro navio da nova classe teria um convés a mais na torre de comando para esse propósito, porém este aumento de espaço e altura necessitou a remoção de duas torres de artilharia duplas de canhões de 127 milímetros.

## Desenvolvimento
Houve muitos debates sobre os requerimentos dos novos couraçados. A equipe de projeto criou várias propostas; um dessas era para um navio armado com nove canhões de 406 milímetros em três torres de artilharia triplas, convés blindado de 149 milímetros de espessura que deixaria a embarcação imune a disparos em mergulho a até 27 quilômetros de distância e uma velocidade máxima de pelo menos 23 nós (43 quilômetros por hora). O cinturão de blindagem principal era uma questão muito mais intratável; o canhões de 406 milímetros conseguiam penetrar 343 milímetros de blindagem, a mais espessa em um couraçado norte-americano na época, mesmo a 23 quilômetros de distância. O cinturão precisaria ter sua espessura aumentada para 393 milímetros para protegê-lo de seu próprio armamento, uma característica conhecida como "blindagem equilibrada", o que por sua vez aumentaria o peso para níveis proibitivos. Blindagem inclinada foi proposta para mitigar esse problema. Seria inviável usar blindagem inclinada em um cinturão externo, pois comprometeria a estabilidade. Em vez disso, um cinturão de blindagem interno poderia ficar atrás das placas do casco. Isto mesmo assim tinha sérias desvantagens, porque complicava o processo de construção e caso o cinturão fosse danificado, forçaria que as placas externas fossem arrancadas antes que ele pudesse ser consertado.
A fim de minimizar as desvantagens do cinturão inclinado, foi sugerido que ele poderia se inclinar para fora a partir da quilha e depois para dentro em direção ao convés blindado. Isto significaria que disparos a relativa curta-distância acertariam a parte superior do cinturão em ângulo, o que maximizaria a proteção. Entretanto, a eficácia da parte superior diminuía em distâncias maiores, pois projéteis em mergulho acertariam em um ângulo mais próximo da perpendicular, aumentando sua capacidade de penetrar a blindagem. O cinturão inclinado também diminuía a área que precisava ser coberta pelo convés blindado, economizando ainda mais peso. Isto permitia que o cinturão superior fosse mais espesso até um ponto que melhorava sua vulnerabilidade contra projéteis em mergulho. O cinturão interno também permitia que a extensão interior do fundo duplo fosse ampliada, dando aos couraçados um proteção subaquática melhor do que da Classe North Carolina. Essa ideia de um complexo cinturão duplamente inclinado acabou abandonada quando ficou aparente que um único cinturão inclinado poderia proporcionar um nível similar de proteção e economizar centenas de toneladas de peso.

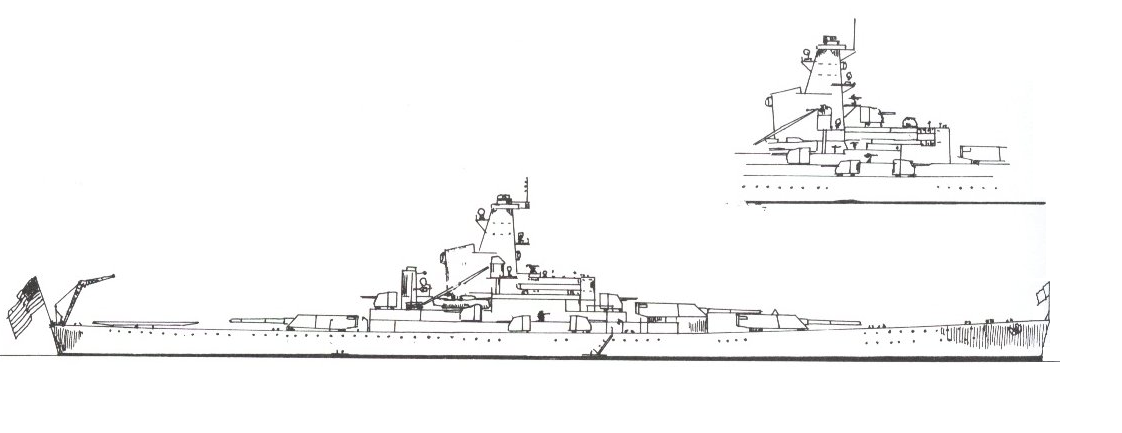
Um dos desenhos de projeto preliminares da Classe South Dakota

O comprimento do casco também foi um problema. Um casco mais longo geralmente equivale a uma velocidade máxima maior, porém necessita de mais blindagem para protegê-lo. Maquinários de melhor performance eram necessários para alcançar uma velocidade maior em um casco mais curto. A Classe South Dakota seria consideravelmente mais curta do que a Classe North Carolina, com 207,3 metros de comprimento contra 222,2 metros, assim os novos couraçados necessitariam de maquinários aprimorados com o objetivo de conseguirem manter a mesma velocidade máxima que navios mais longos. O projeto inicialmente era para uma velocidade máxima de 22,5 nós (41,7 quilômetros por hora), o que foi considerado suficiente para acompanhar couraçados inimigos e escapar de submarinos. Entretanto, mensagens de rádio cifradas da Marinha Imperial Japonesa foram decodificadas no final de 1936 e revelaram que o couraçado Nagato podia alcançar velocidades de 26 nós (48 quilômetros por hora).
Foi estimado que uma velocidade entre 25,8 e 26,2 nós (47,8 e 48,5 quilômetros por hora) seria possível caso os maquinários da Classe North Carolina fossem diminuídos suficientemente para caberem no casco da Classe South Dakota. Para que isso ocorresse as caldeiras foram inicialmente posicionadas diretamente acima das turbinas no mesmo arranjo que teria sido usado nos cancelados cruzadores de batalha da Classe Lexington. Este arranjo foi alterado várias vezes para que as caldeiras ficassem intercaladas com as turbinas, por fim terminando diretamentelado a lado. O sistema de propulsão foi arranjado o mais próximo possível, com os evaporadores e equipamentos de destilação sendo colocados dentro das salas de máquinas. Isto proporcionava espaço adicional suficiente atrás do cinturão principal para a adição de uma segunda sala de plotagem.
Nessa altura o processo de projeto já tinha estabelecido definitivamente que o casco teria 203 metros de comprimento entre perpendiculares e incorporaria um único cinturão interno inclinado. Entretanto, caso o Conselho Geral rejeitasse a proposta, os arquitetos navais produziram uma série de alternativas. Dentre estes estavam um couraçado mais longo e rápido com canhões de 356 milímetros em torres triplas, uma mais lento com canhões de 356 milímetros em torres quádruplas, um aprimoramento da Classe North Carolina e um com uma velocidade máxima de 27 nós armado com nove canhões de 406 milímetros em uma configuração similar à Classe North Carolina.
Discussões surgiram, frequentemente sobre a questão da velocidade. O almirante Arthur J. Hepburn, o Comandante Chefe da Frota dos Estados Unidos, recusou-se a permitir que os novos navios tivessem uma velocidade abaixo de 25 nós (46 quilômetros por hora), a Força de Batalha argumentava que pelo menos 27 nós (cinquenta quilômetros por hora) era necessário para manter a homogeneidade da linha de batalha, enquanto o contra-almirante Charles P. Snyder, o presidente do Colégio de Guerra Naval, afirmou que um couraçado rápido era o ideal, mas a marinha continuaria a operar os antigos couraçados de 21 nós (39 quilômetros por hora) até pelo menos a década de 1950 e assim velocidade alta não era estritamente necessário. Uma velocidade baixa, crucialmente, significaria que a classe seria muito lenta para operar como escolta para a crescente frota de porta-aviões da marinha. O projeto de 203 metros era o único plano que poderia cumprir os requerimentos de velocidade, proteção e armamento. O projeto proposto foi aprovado no final de 1937, necessitando apenas de pequenas modificações para economizar mais peso e melhorar os arcos de disparo. Acomodações para a tripulação, até mesmo salas para os oficiais e refeitórios, foram reduzidas e aberturas para ventilação removidas, fazendo as embarcações dependerem completamente em circulação de ar artificial.

## Projeto

### Características

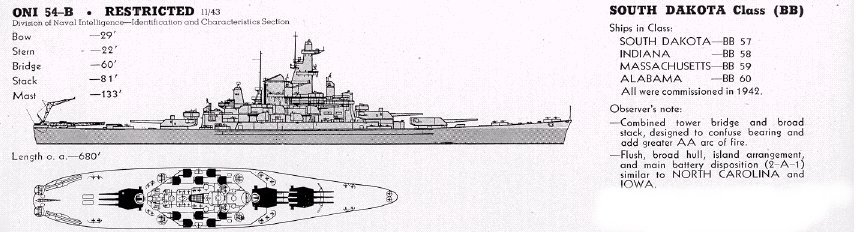
Desenho da Classe South Dakota

Os quatro couraçados da Classe South Dakota tinham 203 metros de comprimento da linha de flutuação, 207,3 metros de comprimento de fora a fora e boca de 32,97 metros. Seu deslocamento padrão como originalmente projetado era de 35 980 toneladas, aproximadamente 1,2 por cento em sobrepeso; o aumento considerável do armamento antiaéreo quando as embarcações foram comissionadas em relação ao projeto original elevou o deslocamento padrão para 38 287 toneladas. O deslocamento carregado era de 45 233 toneladas quando comissionados, o que lhes dava uma calado de 10,6 metros. No projetado deslocamento de combate de 43 228 toneladas, o calado ficava em 10,3 metros com uma altura metacêntrica de 2,2 metros. O acréscimo de mais armas antiaéreas no decorrer da Segunda Guerra Mundial aumentou ainda mais o deslocamento carregado de todas as embarcações; por exemplo, o deslocamento do South Dakota chegou a 46,9 mil toneladas em 1945, enquanto o do Massachusetts alcançou 47 760 toneladas com um carregamento emergencial.
O casco tinha uma proa bulbosa e extensões da quilha na popa, características compartilhadas com todos os couraçados rápidos norte-americanos. Entretanto, diferentemente da predecessora Classe North Carolina e sucessora Classe Iowa, a Classe South Dakota tinha os eixos de suas hélices externas nas extensões da quilha em vez dos eixos internos. O casco mais curto acabou resultando em uma melhor manobrabilidade em relação à Classe North Carolina, com os problemas de vibração desta tendo sido consideravelmente reduzidos. Segundo os historiadores navais William H. Garzke e Robert O. Dulin, o projeto da Classe South Dakota era o melhor "couraçado de tratado" já construído.

### Propulsão
A Classe South Dakota foi equipada com oito caldeiras Babcock & Wilcox do tipo expresso com três tambores que funcionavam a uma pressão de seiscentas libras-força por polegada quadrada (4,1 mil quilopascais) e a uma temperatura de 454 graus Celsius. O vapor era alimentado para quatro turbinas a vapor, cada uma girando uma hélice. A General Electric forneceu as turbinas do South Dakota e Massachusetts, enquanto a Westinghouse forneceu as turbinas para o Indiana e Alabama. Os maquinários eram divididos em quatro salas de máquinas, assim como na Classe North Carolina, cada uma com duas caldeiras e uma turbina a fim de garantir o isolamento dos maquinários do sistema de propulsão. Nenhuma antepara longitudinal foi colocada nos espaços de maquinários com o objetivo de reduzir o risco de inundações assimétricas e emborcamento.
Cada embarcação tinha quatro hélices e dois lemes semi-equilibrados montados atrás das hélices internas. Os couraçados foram finalizados com quatro hélices de quatro lâminas, porém testes de vibração fizeram com que tivessem diferentes arranjos no decorrer de suas carreiras. O Massachusetts e o Alabama tinham hélices de cinco lâminas nos eixos externos e de quatro lâminas nos internos, enquanto o Indiana tinha hélices de três lâminas nos eixos internos. A potência total indicada era de 131,7 mil cavalos-vapor (97 mil quilowatts), mas sobrecarregando as máquinas era possível chegar a 137,3 mil cavalos-vapor (101 mil quilowatts), o que permitia que chegassem a uma velocidade projetada de 27,5 nós (50,9 quilômetros por hora). O deslocamento cresceu no decorrer de suas carreiras e consequentemente isso afetou suas velocidades. Por exemplo, em 1945 o Alabama alcançou 27,08 nós (50,2 quilômetros por hora) a um deslocamento de 43 430 toneladas e potência de 133 070 cavalos-vapor (97,9 mil quilowatts). Eles carregavam por volta de 6,7 mil toneladas de óleo combustível, que dava uma autonomia de quinze mil milhas náuticas (28 mil quilômetros) a quinze nós (28 quilômetros por hora).
Cada navio também foi equipado com sete turbogeradores de serviço de mil quilowatts mais dois geradores a diesel de duzentos quilowatts para situações de emergência a fim de gerar a energia elétrica interna. A saída total de energia elétrica era de sete mil quilowatts a 450 volts em uma corrente alternada.

### Armamento

#### Principal

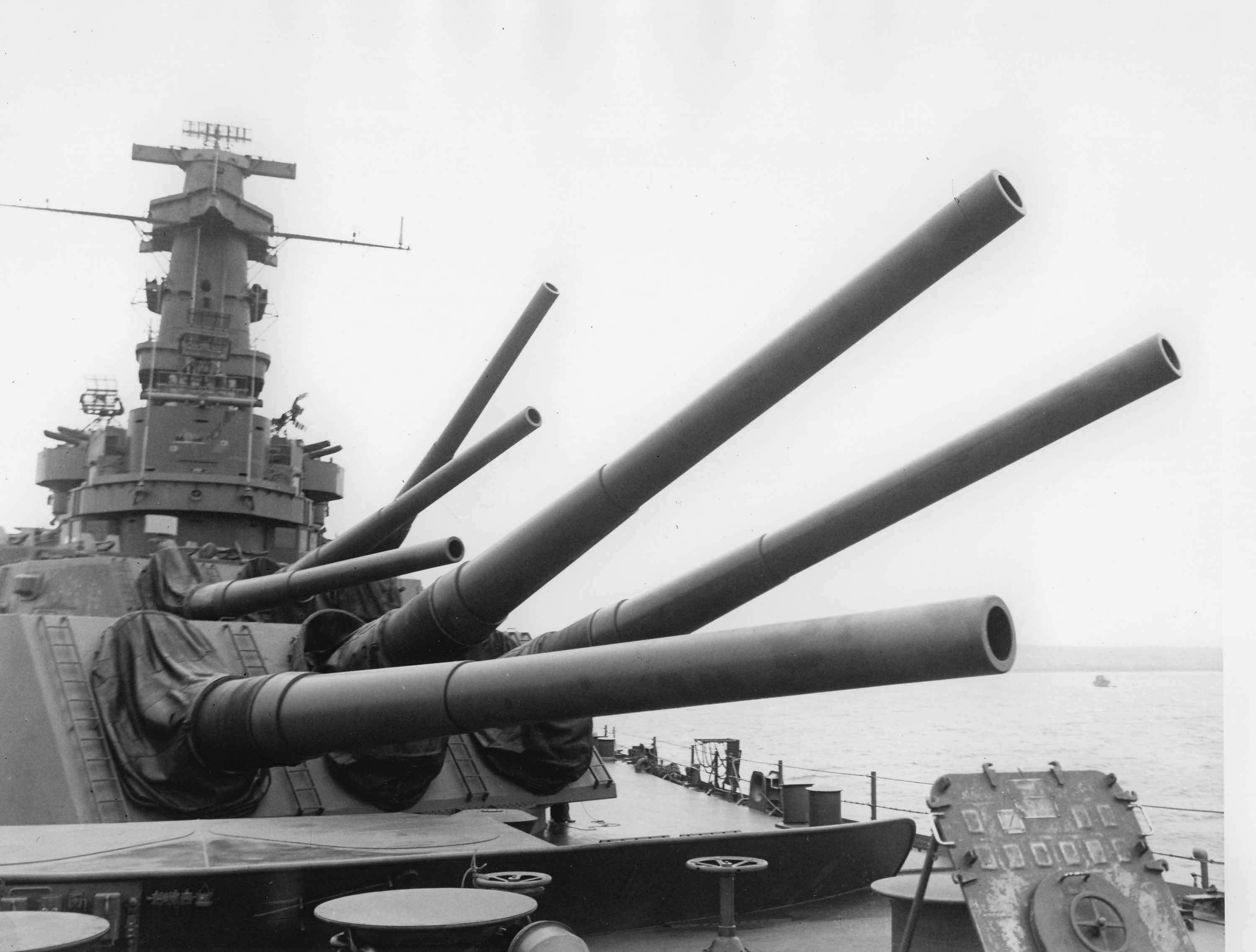
Os canhões do South Dakota

A bateria principal da Classe South Dakota consistia em nove canhões Marco 6 calibre 45 de 406 milímetros montados em três torres de artilharia triplas, os mesmos canhões e torres instalados na Classe North Carolina. Duas das torres ficavam na dianteira, com a segunda sobreposta à primeira, enquanto a terceira torre a ré da superestrutura. Estas armas disparavam projéteis perfurantes Marco 8 de 1,2 tonelada a uma cadência de tiro de dois disparos por minuto. Os canhões podiam usar uma carga completa de propelente de 243 quilogramas, uma carga reduzida de 134 quilogramas ou uma carga sem clarão de 143 quilogramas. Uma carga completa dava ao projétil perfurante uma velocidade de saída de setecentos metros por segundo, enquanto uma carga reduzida dava uma velocidade de saída de 550 metros por segundo. Cada arma tinha a disposição 130 projéteis para um total de 1 170. Os canhões podiam elevar até 45 graus, mas apenas as armas das primeira e terceira torres podiam abaixar até dois graus negativos, com as da segunda torre não podendo abaixar a menos de zero grau. As torres podiam girar 150 graus para ambos os lados da linha central da embarcação. Os canhões podiam elevar ou abaixar a doze graus por segundo, enquanto as torres giravam a quatro graus por segundo.

#### Secundário

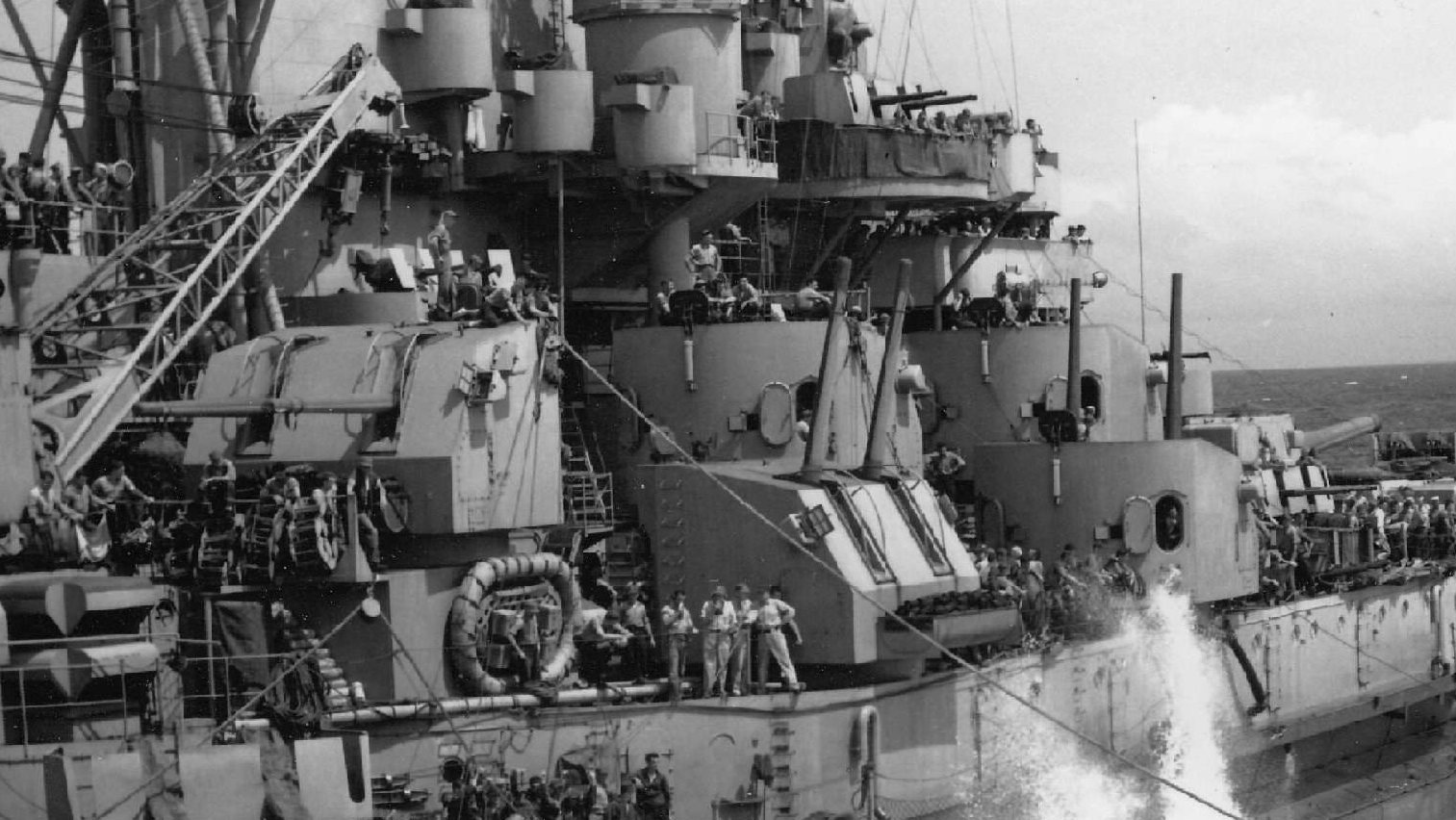
A bateria de canhões de 127 milímetros de estibordo do Massachusetts

O Indiana, Massachusetts e Alabama tinham uma bateria secundária composta por vinte canhões Marco 12 calibre 38 de 127 milímetros montados em dez torres de artilharia Marco 8, cinco em cada lada do navio. O South Dakota foi construído com a intenção de atuar como uma capitânia, tendo m um convés a mais em sua torre de comando para mais espaço, assim sua bateria secundária tinha dezesseis canhões em oito torres, quatro em cada lateral. As torres pesavam 70,9 toneladas e podiam abaixar suas armas até quinze graus negativos e elevá-las até 85 graus. Os canhões disparavam vários projéteis diferentes, incluindo antiaéreo, iluminador e fósforo branco a uma cadência de tiro de quinze a 22 projéteis por minuto. Os projéteis antiaéreos tinham 52,7 centímetros de comprimento pesavam entre 24 e 25 quilogramas, dependendo da variante. Os projéteis iluminadores e de fósforo branco eram ligeiramente menores, com 51 centímetros de comprimento; os iluminadores pesavam 24,7 quilogramas e os de fósforo branco 24 quilogramas.
As armas usavam três cargas diferentes dependendo da situação: uma carga completa, uma carga sem clarão e uma carga reduzida. A carga completa padrão pesava sete quilogramas, a carga sem clarão era ligeiramente mais pesada com 7,3 quilogramas e a carga reduzida era significativamente menor com 1,6 quilograma. As duas primeiras cargas proporcionavam uma velocidade de saída de 790 metros por segundo, porém esta diminuía para 760 metros por segundo enquanto disparos contínuos desgastavam os canos. A carga reduzida dava uma velocidade de saída bem menor a 370 metros por segundo. Cada canhão tinha a disposição 450 projéteis e esperava-se que podiam disparar 4,6 mil projéteis antes que o cano ficasse desgastado o suficiente para necessitar substituição. A uma elevação de 45 graus, os canhões podiam disparar um projétil a um alcance máximo de 15,9 quilômetros. A altura máxima que poderiam enfrentar aeronaves era de 11,3 quilômetros.

#### Antiaéreo

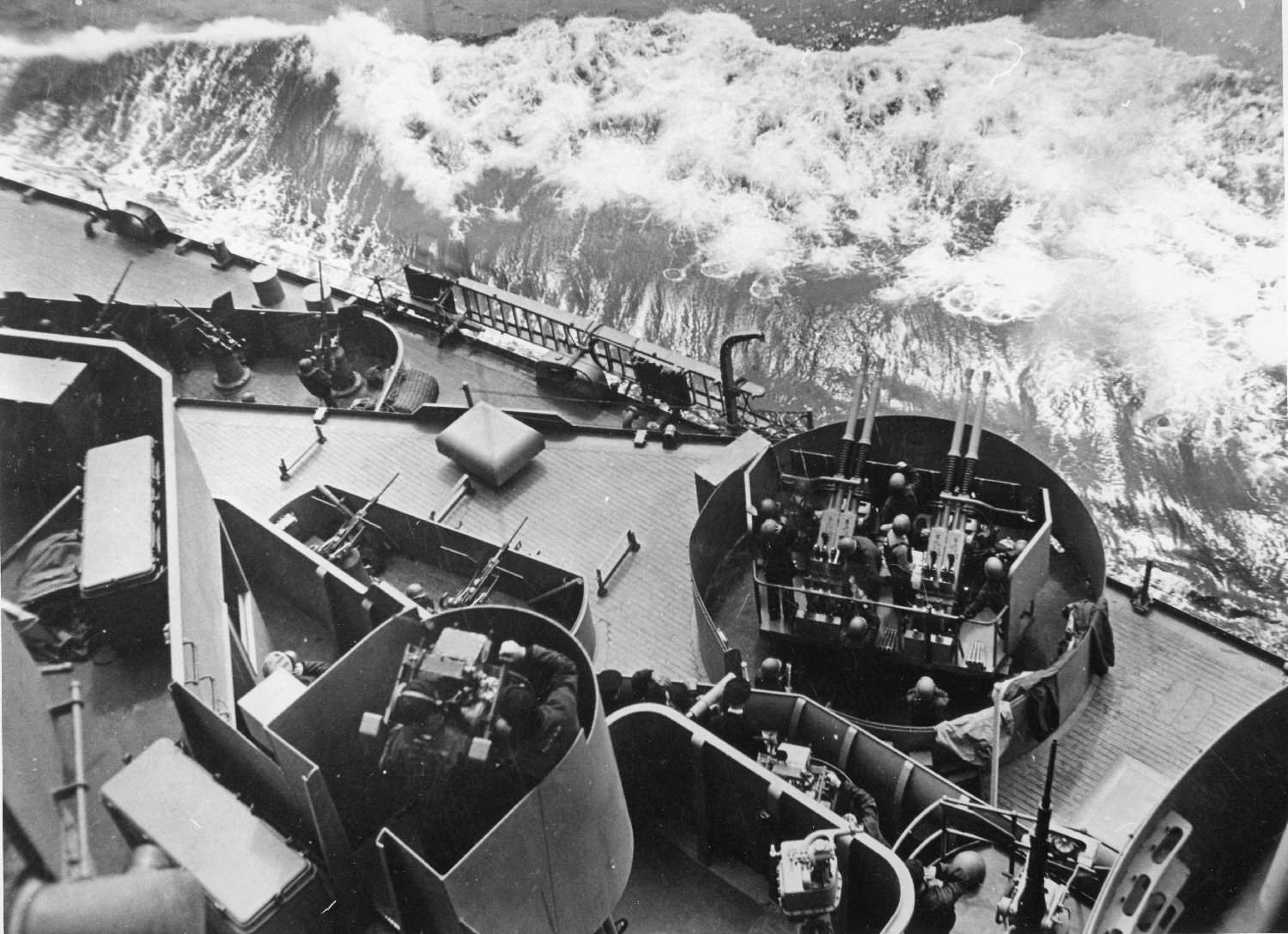
Armas antiaéreas do South Dakota

Os navios tinham uma variedade de armas antiaéreas e o tipo e quantidade variaram com o decorrer do tempo. Eles foram inicialmente projetados para levarem doze metralhadoras M2 Browning de 12,7 milímetros e doze canhões automáticos de 28 milímetros, porém isto foi considerado insuficiente antes de entrarem em serviço. O South Dakota foi finalizado com 28 canhões Bofors de 40 milímetros em montagens quádruplas, 28 canhões de 28 milímetros também em montagens quádruplas, 34 canhões Oerlikon de 20 milímetros em montagens únicas e oito metralhadoras. Os canhões de 28 milímetros e metralhadoras foram rapidamente removidos e o couraçado chegou a ter 88 canhões de 40 milímetros e oitenta canhões de 20 milímetros. O Indiana foi finalizado com 28 canhões de 40 milímetros e 35 de 20 milímetros, com este número chegando a crescer para quarenta e sessenta, respectivamente. O Massachusetts inicialmente tinha 24 armas de 40 milímetros e 35 de 20 milímetros, crescendo para 72 de 40 milímetros e 66 de 20 milímetros. Por fim, o Alabama recebeu 24 canhões de 40 milímetros e 35 de 20 milímetros ao ser comissionado, com o máximo ficando em 48 e 56, respectivamente.

### Blindagem
A Classe South Dakota foi projetada para resistir contra projéteis de 406 milímetros. A zona de imunidade era entre 16,2 e 28,3 quilômetros contra projéteis de uma tonelada disparados por um canhão calibre 45 de 406 milímetros da Classe Colorado. O cinturão principal de blindagem era ligeiramente mais espesso, mas consideravelmente mais inclinado; isto necessitou um arranjo interno com o objetivo de adequar a boca na linha d'água para estabilidade. A zona de imunidade contra os canhões de 406 milímetros da própria Classe South Dakota era menor devido ao uso dos projéteis de 1,2 tonelada, contra o qual a blindagem era eficaz apenas a distâncias de 18,7 a 24,1 quilômetros.
As placas externas do casco tinham 32 milímetros de espessura e eram feitas de aço de tratamento especial. O cinturão principal de blindagem era feito de aço cimentado Krupp Classe A com 310 milímetros de espessura montado em cima de placas feitas com o aço de tratamento especial com 22 milímetros, sendo inclinado em dezenove graus da horizontal para dentro das embarcações. Isto equivalia a 439 milímetros de um cinturão vertical a dezessete quilômetros de distância. O cinturão inferior estendia-se até o fundo triplo com um aço do tipo Krupp Classe B homogêneo e afinava-se para uma espessura de 25 milímetros no ponto mais baixo do casco triplo. Isto foi projetado para proteger o navio contra penetrações de projéteis de grande tamanho que pudessem acertar abaixo da linha d'água. A cidadela blindada era fechada por anteparas transversais de 287 milímetros de espessura. A proteção horizontal do convés tinha três camadas: um primeiro convés de aço de tratamento especial com 38 milímetros, um segundo convés misturado de aço de tratamento especial e aço Classe B entre 149 e 156 milímetros e um convés contra estilhaços de dezesseis milímetros sobre espaços de maquinários. Este convés contra estilhaços era substituído sobre os depósitos de munição por um terceiro convés de aço de tratamento especial com 25 milímetros.
As torres de artilharia principais eram protegidas por placas frontais Classe B de 457 milímetros de espessura, laterais Classe A de 241 milímetros, traseiras Classe A de 305 milímetros e teto Classe B com 184 milímetros. As barbetas eram protegidas por blindagem Classe A de 287 milímetros de espessura na linha central e 439 milímetros nas laterais. As torres de artilharia secundárias eram protegidas por de aço de tratamento especial de 51 milímetros. A torre de comando tinha 406 milímetros de proteção.
O sistema de proteção subaquático tinha uma "protuberância" interna formada por quatro anteparas longitudinais que formavam um sistema multicamadas projetado para absorver a energia de uma explosão subaquática equivalente a 317 quilogramas de TNT. Foi projetado que as anteparas deformassem e absorvessem a energia, enquanto os dois primeiros compartimentos atrás estariam preenchidos com líquido a fim de atrapalhar as bolhas de ar e parar estilhaços. A profundidade total do sistema era de 5,46 metros. O próprio cinturão de blindagem principal formava parte da terceira antepara antitorpedo. Sua extremidade inferior foi soldada ao fundo triplo e a junta reforçada com contrafortes devido à descontinuidade estrutural da junta. Esperava-se que esse sistema oferecesse maior proteção do que aquele da Classe North Carolina, mas foi descoberto em testes em 1939 que ele era na verdade menos eficaz pela rigidez do cinturão, que fazia a forçada detonação deslocar significativamente a última antepara para dentro.

### Eletrônicos
A Classe South Dakota se beneficiou dos desenvolvimentos da tecnologia de radar durante a Segunda Guerra Mundial, com os quatro ao final do conflito estando equipados com radares de varredura aérea e de superfície, além de radares de controle de disparo. Ao serem comissionados eles receberam um radar de varredura aérea SC. Este seria posteriormente substituído pelos mais modernos radares SK e SK-2. Os diretórios de controle de disparo da bateria principal foram inicialmente equipados com radares Marco 3, que foram sendo substituídos pelo Marco 8 a partir do final de 1942. Estes davam aos couraçados uma vantagem significante em relação aos navios da Marinha Imperial Japonesa, que em sua maior parte dependiam em sistemas óticos. Os diretórios de controle de disparo Marco 37 da bateria secundária foram equipados com radares Marco 4. Este sistema permitia que essas armas fossem usadas tanto para alvos de superfície quanto aéreos. Os radares Marco 4 foram depois substituídos pelo modelo Marco 12/22.

## Navios
| Navio         | Construtor                 | Batimento               | Lançamento              | Comissionamento      | Descomissionamento     | Destino      |
| ------------- | -------------------------- | ----------------------- | ----------------------- | -------------------- | ---------------------- | ------------ |
| South Dakota  | New York Shipbuilding      | 5 de julho de 1939      | 7 de junho de 1941      | 20 de março de 1942  | 31 de janeiro de 1947  | Desmontados  |
| Indiana       | Newport News Shipbuilding  | 20 de setembro de 1939  | 21 de novembro de 1941  | 30 de abril de 1942  | 11 de setembro de 1947 | Desmontados  |
| Massachusetts | Bethlehem Shipbuilding     | 20 de junho de 1939     | 23 de setembro de 1941  | 12 de maio de 1942   | 27 de março de 1947    | Navios-museu |
| Alabama       | Estaleiro Naval de Norfolk | 1º de fevereiro de 1940 | 16 de fevereiro de 1942 | 16 de agosto de 1942 | 9 de janeiro de 1947   | Navios-museu |

## História

### South Dakota

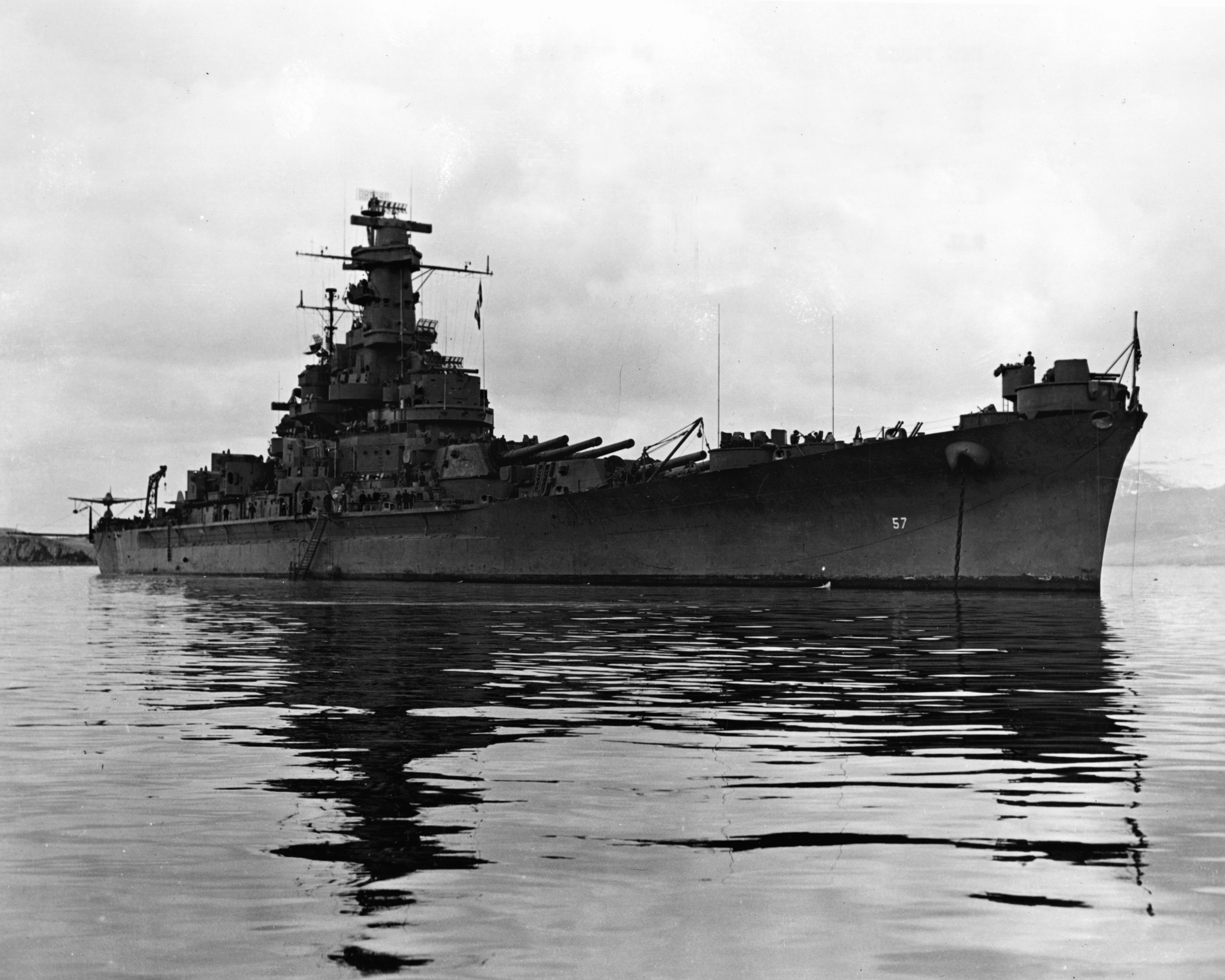
O South Dakota em 24 de junho de 1943

O South Dakota entrou em serviço em março de 1942 e realizou testes marítimos até julho. Foi enviado para a Guerra do Pacífico, mas no caminho bateu em um recife de coral em Tonga que necessitou de um mês de reparos no Estaleiro Naval de Pearl Harbor. Em seguida foi designado para a escolta do porta-aviões USS Enterprise, exercendo esta função entre os dias 25 e 27 de outubro na Batalha das Ilhas Santa Cruz. Ele foi creditado por ter abatido 26 aeronaves japonesas, mas foi atingido por uma bomba de 230 quilogramas que danificou uma torre de artilharia principal. Colidiu alguns dias depois com o contratorpedeiro USS Mahan, necessitando reparos em Nouméa. Juntou-se então ao couraçado USS Washington, interceptando uma força de bombardeio japonês na noite de 14 para 15 de novembro na Batalha Naval de Guadalcanal. O South Dakota sofreu de falhas elétricas durante a batalha que derrubaram seus sistemas eletrônicos, sendo atingido pelo inimigo 42 vezes, mas não foram danos muito sérios.
Retornou para os Estados Unidos e passou por reparos e reformas no Estaleiro Naval de Nova Iorque. Depois disso operou com o porta-aviões USS Ranger no Oceano Atlântico até abril, quando foi enviado para reforçar a Frota Doméstica britânica na escolta de comboios para a União Soviética. Retornou para os Estados Unidos em agosto e no mês seguinte voltou para a Guerra do Pacífico. Pelo restante da guerra atuou na escolta de porta-aviões e bombardeios litorâneos nas campanhas das Ilhas Gilbert e Marshall, Ilhas Marianas e Palau, Filipinas e Ilhas Vulcano e Ryūkyū. Este presente na Baía de Tóquio durante a cerimônia de rendição do Japão. Voltou para os Estados Unidos pouco depois, sendo descomissionado em janeiro de 1947. Permaneceu inativo na reserva até ser removido do registro naval em junho de 1962 e desmontado.

### Indiana

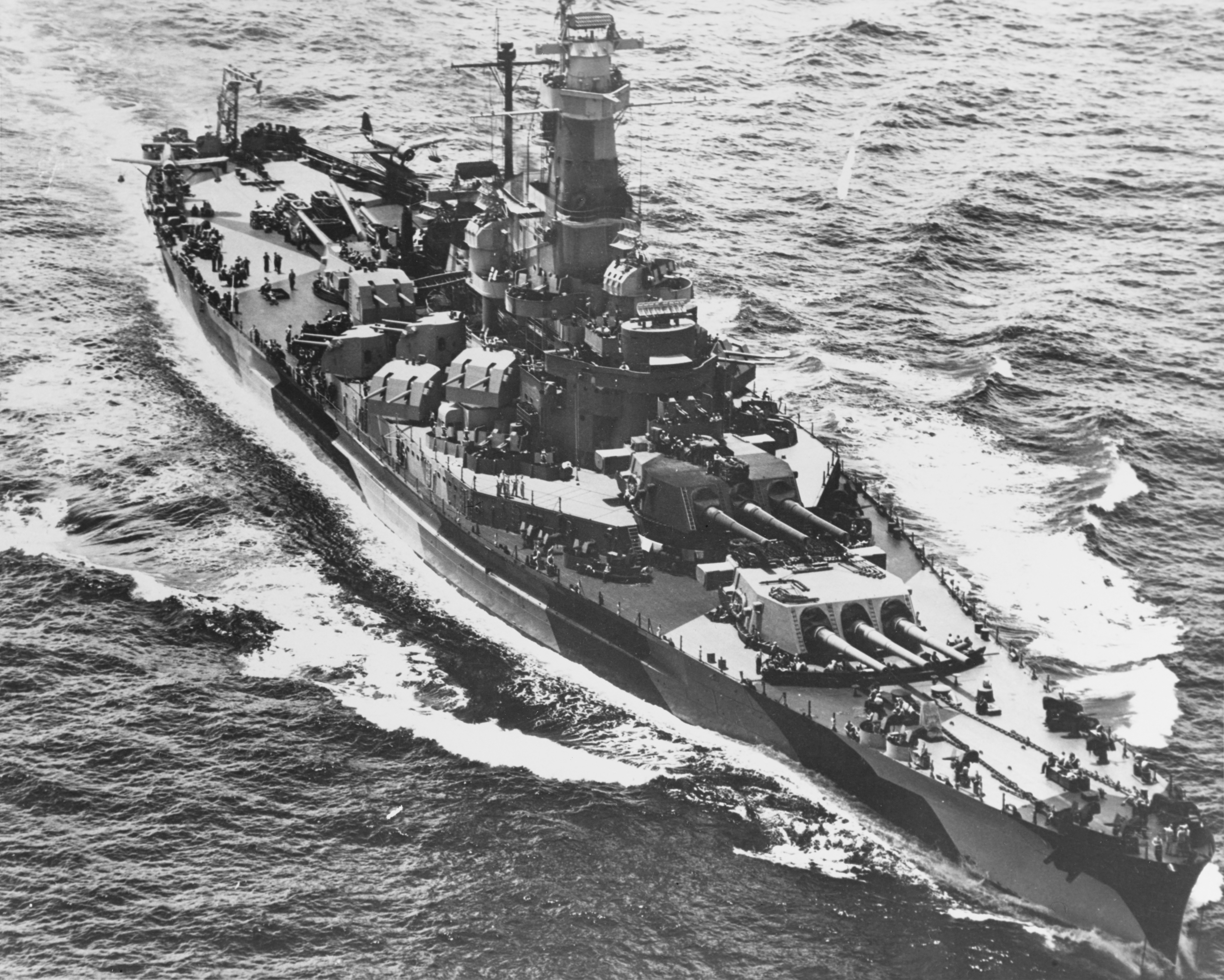
O Indiana em 27 de janeiro de 1944

O Indiana foi comissionado em abril de 1942 e passou por testes marítimos e exercícios de treinamento da sua tripulação até ser considerado apto para o serviço em novembro. Ele chegou no final da Campanha de Guadalcanal, dando apoio para as tropas terrestres do Corpo de Fuzileiros Navais. Em seguida escoltou porta-aviões e deu suporte em várias operações da campanha das Ilhas Gilbert e Marshall. O Indiana acabou colidindo acidentalmente com o Washington em fevereiro de 1944 enquanto operavam de noite, necessitando seu recuo para o Estaleiro Naval de Pearl Harbor a fim de passar por reparos. Um inquérito posterior sobre o acidente colocou a culpa no Indiana por não ter informado os outros navios da frota sobre sua mudança de curso.
A embarcação voltou para a zona de combate depois disso e retomou seus deveres de escolta de porta-aviões e de bombardeios litorâneos na campanha das Ilhas Marianas e Palua, participando em junho da Batalha do Mar das Filipinas, quando contribuiu para a defesa geral da frota com seus armamentos antiaéreos. Dois meses depois começou a ter problemas em seus motores, o que o forçou a recuar e ficar em reparos até janeiro de 1945. Retomou seus deveres anteriores e participou de escoltas e bombardeios na campanha das Ilhas Vulcano e Ryūkyū, mais três ações de bombardeio litorâneo no arquipélago japonês. Voltou para os Estados Unidos depois do fim da guerra e foi descomissionado em setembro de 1947, permanecendo inativo na reserva até ser descartado em junho de 1962 e desmontado no ano seguinte.

### Massachusetts

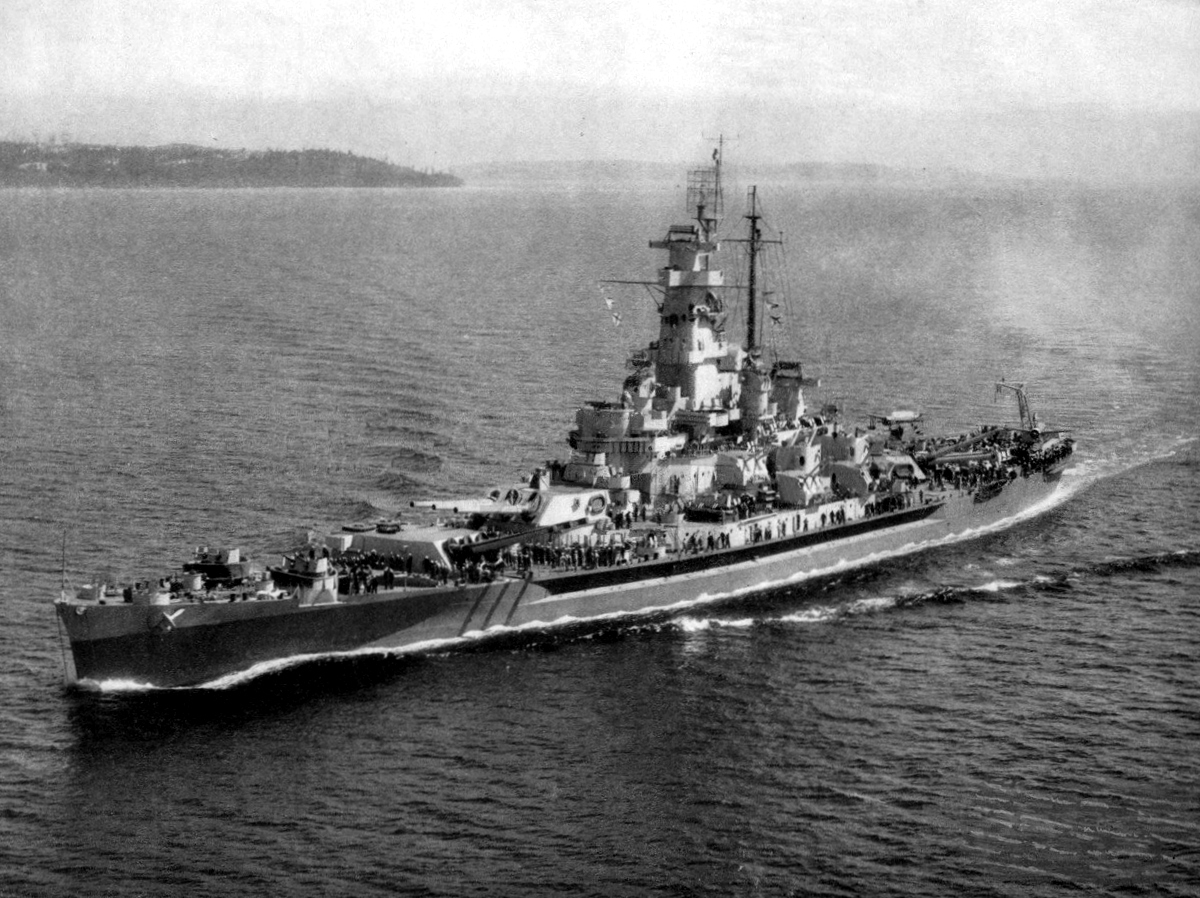
O Massachusetts em 11 de julho de 1944

O Massachusetts entrou em serviço em maio de 1942 e passou pelos tradicionais testes e treinamentos até ser declarado pronto para atuar em outubro, partindo no mesmo mês para dar apoio à invasão Aliada do Norte da África. Ele participou da Batalha Naval de Casablanca, enfrentando e incapacitando o incompleto couraçado francês Jean Bart e também atacando outras unidades navais francesas e artilharias litorâneas até que estes concordassem com um cessar fogo. O navio foi então transferido para a Guerra do Pacífico, chegando na região em março de 1943. Foi colocado nos deveres de escolta de porta-aviões e bombardeio litorâneo, exercendo tais funções em operações da campanha das Ilhas Gilbert e Marshall. Foi forçado a voltar para os Estados Unidos até o Estaleiro Naval de Puget Sound em maio a fim de passar por reparos, retornando para a zona de guerra apenas em agosto.
Retomou seus deveres de escolta e bombardeio litorâneo na campanha das Filipinas, durante a qual se envolveu na Batalha do Golfo de Leyte. Em seguida participou de operações próximas do arquipélago japonês, incluindo três ações de bombardeio litorâneo contra cidades japonesas. Voltou para casa em setembro de 1945 e foi descomissionado em março de 1947. Permaneceu inativo na reserva até ser removido do registro naval em junho de 1962 e inicialmente programado para ser desmontado. Entretanto, ex-tripulantes fizeram campanha para salvar a embarcação e um comitê especial conseguiu arrecadar dinheiro suficiente para comprá-lo da marinha. O Massachusetts foi transferido para a posse do estado de Massachusetts em junho de 1965 e aberto dois meses depois como navio-museu, estando até hoje em exibição do Battleship Cove em Fall River.

### Alabama

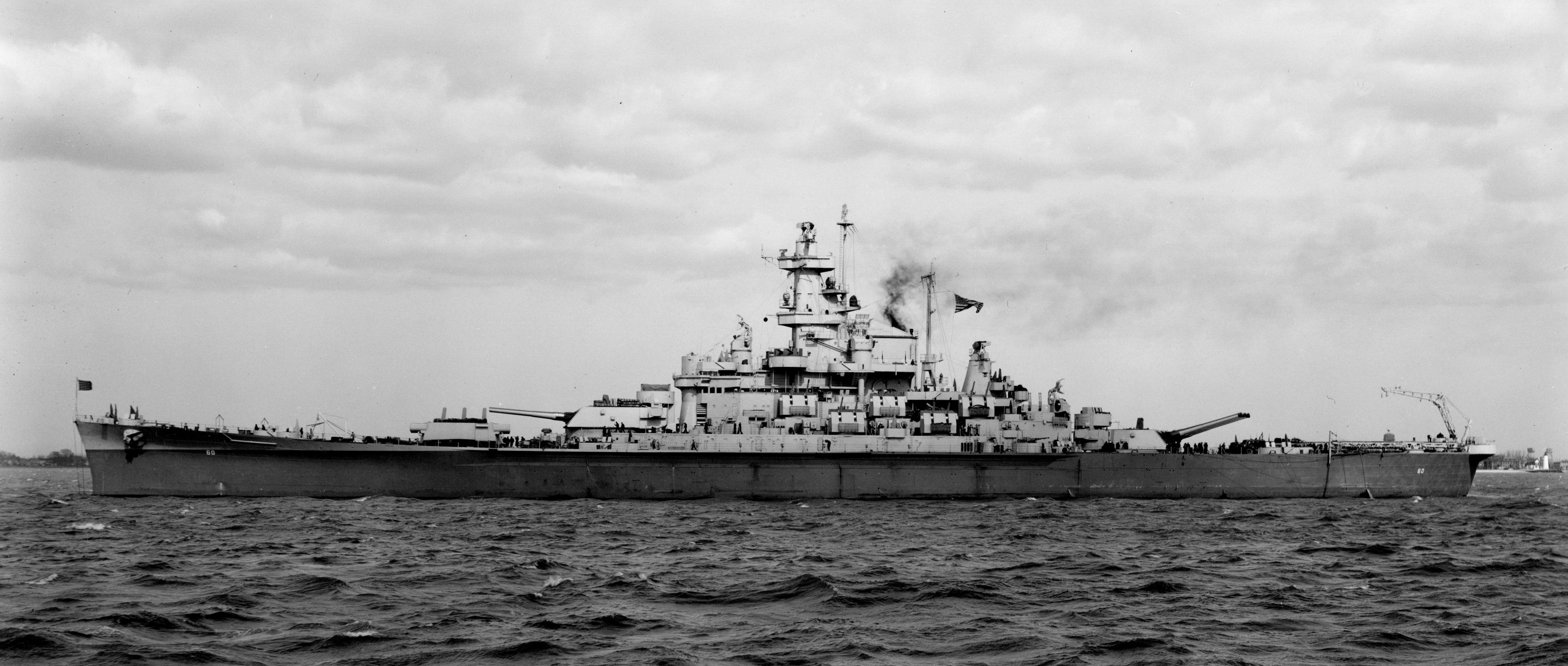
O Alabama em 7 de fevereiro de 1943

O Alabama foi comissionado em agosto de 1942 e considerado apto para o serviço em março de 1943. Partiu em abril para reforçar a Frota Doméstica britânica na escolta de comboios para a União Soviética, participando de operações no Mar do Norte até agosto. Foi transferido para a Guerra do Pacífico e chegou na região em novembro, sendo colocado em funções de escolta de porta-aviões e bombardeios litorâneos. Participou da campanha das Ilhas Gilbert e Marshall, Ilhas Marianas e Palau e Filipinas, tendo se envolvido nas Batalhas do Mar das Filipinas e do Golfo de Leyte. Depois disso foi destacado em dezembro de 1944 para retornar aos Estados Unidos e passar por manutenção no Estaleiro Naval de Puget Sound, retornando para a zona de combate em abril de 1945.
O couraçado participou das últimas operações da campanha das Ilhas Vulcano e Ryūkyū, incluindo bombardeios na Batalha de Okinawa, e duas ações de bombardeios litorâneos no arquipélago japonês. Depois do fim da guerra voltou para casa e foi descomissionado em janeiro de 1947, permanecendo inativo na até ser removido do registro naval para descarte em junho de 1962. Todavia, oficiais do governo do Alabama iniciaram um processo para salvar o navio da desmontagem e transformá-lo em um navio-museu. Uma comissão especial  arrecadou dinheiro suficiente para adquiri-lo da marinha. O Alabama foi transferido para o estado em junho de 1964 e levado até Mobile, sendo aberto para visitação em janeiro de 1965 no Battleship Memorial Park.

## Propostas de conversão
Uma proposta de conversão para os quatro couraçados da Classe South Dakota foi encomendada em 26 de julho de 1954 pelo Conselho de Características de Navios da Marinha dos Estados Unidos. O pedido foi feito a fim de aumentar sua velocidade máxima para pelo menos 31 nós (57 quilômetros por hora). Para isto, seria necessário remover a torre de artilharia de ré e usar o espaço para instalar turbinas a vapor aprimoradas ou turbinas a gás. Qualquer um teria produzido 256 mil cavalos-vapor (190 mil quilowatts) de potência, o mínimo suficiente para chegar na velocidade desejada. Entretanto, isto necessitaria da alteração do formato do casco, particularmente na popa. Hélices maiores também seriam necessárias, com os quatro eixos precisando ser reconstruídos completamente para acomodar as alterações. Estimativas de custos eram de até quarenta milhões de dólares por navio, não incluindo os custos de reativação e aprimoramentos aos sistemas elétricos de combate. Consequentemente o programa nunca foi levado adiante.
Outros planos também foram considerados. Um programa para equipá-los com baterias secundárias de vinte canhões de 76 milímetros em montagens duplas foi proposto também em 1954, porém nada foi feito. Outro para convertê-los em couraçados de mísseis guiados surgiu entre 1956 e 1957, porém o custo de uma conversão seria proibitivamente elevado. As três torres de artilharia principais teriam de ser removidas e substituídas por um lançador duplo de mísseis RIM-8 Talos na proa e dois lançadores de mísseis RIM-24 Tartar na popa, mais diversas armas antissubmarino e equipamentos para operarem helicópteros. O custo do projeto seria de aproximadamente 120 milhões de dólares.